# Orchaise
Orchaise est une commune historique du Loir-et-Cher (région Centre-Val de Loire), reléguée au statut de commune déléguée depuis 2016 et la fusion administrative avec Molineuf pour créer la commune nouvelle de Valencisse.

## Géographie

### Localisation et communes limitrophes
Orchaise se trouve à près de 10 km à l'ouest de Blois, à la sortie de la forêt de Blois, dans la vallée de la Cisse (petit affluent de la Loire), juste au nord de Molineuf.
Les communes limitrophes sont Herbault, Saint-Lubin-en-Vergonnois, Santenay, Chambon-sur-Cisse, Molineuf (ces deux dernières étant également déléguées de Valencisse) et Seillac (quant à elle déléguée de Valloire-sur-Cisse).
La gare ferroviaire la plus proche d'Orchaise est la gare de Chouzy (Valloire-sur-Cisse), située à 8,8 km à vol d'oiseau.

### Hydrographie
La Cisse la sépare de Molineuf, qui fait aussi partie de Valencisse.

### Hameaux, lieux-dits, et écarts
- Le Clos de la Mulotière,
- Le Girault,
- Le Guérinet (fief),
- Mézières,
- La Petite Guillonnière.

### Toponymie
L'étymologie du nom de cette commune est controversée.
La légende attribue les origines du nom Orchaise à une chaise en or qui se trouverait au fond de la grotte de la Fontaine.
L'origine véritable est plus sûrement latine ! Le nom a été orthographié différemment au cours des siècles : Orcicasa, Orcasa, Orchesa, Orchèze, Orchaise. La racine « casa » (maison) semble admise par tous les historiens locaux. Le préfixe « or » est plus difficile à interpréter ; 3 hypothèses : il pourrait venir de « Ursus » (ours) (Maison de l'Ours) ; il pourrait venir de « Orcus » (divinité infernale d'où provient le mot ogre : Maison de l'Ogre) ; ou enfin de « Orcius » (nom de personne gallo-romaine) (Maison d'Orcius).
Une ancienne Oricasa, une « maison de l'or » (celle d'un marchand d'or ou d'un banquier).

## Histoire

### Moyen Âge
Vers 1060, des moines de l'abbaye de Marmoutier édifient un clocher, puis un prieuré vers 1080.
Tout comme le reste du pays blésois, Orchaise fut ravagée dans les années 1360 par les Anglais, dans un contexte de guerre de Cent Ans. Le prieuré, détruit, ne fut reconstruit qu'à la fin du XVe siècle.

### XVeetXVIesiècles
Jacques des Cars, sieur du Guérinet en la paroisse d'Orchaise, fait l'acquisition en février 1566, de la moitié de la métairie de Saint-Étienne-des-Genêts  en la paroisse de Vieuvicq, auprès d'une parente Marguerite des Cartes, religieuse bénédictine, prieure du prieuré Saint-Étienne-des-Genêts, dit aussi Saint-Victor-des-Genêts, dépendant de l'abbaye Saint-Avit-les-Guêpières.

### Depuis la Révolution
L'église Saint-Barthélémy a été reconstruite en 1898.
De 1904 à 1934, Orchaise est desservie par une ligne de tramway du Loir-et-Cher reliant Blois à Château-Renault (Indre-et-Loire). Sa station se trouve alors entre celles d'Herbault et de Molineuf.

### Depuis 2016
En 2016, Orchaise a fusionné avec Molineuf pour former la commune nouvelle de Valencisse, à laquelle s'est également joint Chambon-sur-Cisse l'année suivante.

## Politique et administration

### Liste des maires
| Période                                  | Période       | Identité       | Étiquette | Qualité |
| ---------------------------------------- | ------------- | -------------- | --------- | ------- |
| Les données manquantes sont à compléter. |               |                |           |         |
| mars 2008                                | décembre 2015 | Gérard Charzat |           |         |

Depuis 2016 et la création de Valencisse, le maire élu à Orchaise est maire délégué au maire de la commune nouvelle.
| Période      | Période  | Identité          | Étiquette | Qualité |
| ------------ | -------- | ----------------- | --------- | ------- |
| janvier 2016 | mai 2020 | Gérard Charzat    |           |         |
| mai 2020     | mai 2026 | Noëlline Boitelle |           |         |

## Population et société

### Démographie
L'évolution du nombre d'habitants est connue à travers les recensements de la population effectués dans la commune depuis 1793. À partir du 1er janvier 2009, les populations légales des communes sont publiées annuellement dans le cadre d'un recensement qui repose désormais sur une collecte d'information annuelle, concernant successivement tous les territoires communaux au cours d'une période de cinq ans. 
Pour les communes de moins de 10 000 habitants, une enquête de recensement portant sur toute la population est réalisée tous les cinq ans, les populations légales des années intermédiaires étant quant à elles estimées par interpolation ou extrapolation. Pour la commune, le premier recensement exhaustif entrant dans le cadre du nouveau dispositif a été réalisé en 2008,.
En 2013, la commune comptait 951 habitants, en évolution de +6,85 % par rapport à 2008 (Loir-et-Cher : +1,74 %, France hors Mayotte : +2,49 %).
| 1793 | 1800 | 1806 | 1821 | 1831 | 1836 | 1841 | 1846 | 1851 |
| ---- | ---- | ---- | ---- | ---- | ---- | ---- | ---- | ---- |
| 421  | 465  | 460  | 543  | 577  | 617  | 639  | 615  | 632  |

| 1856 | 1861 | 1866 | 1872 | 1876 | 1881 | 1886 | 1891 | 1896 |
| ---- | ---- | ---- | ---- | ---- | ---- | ---- | ---- | ---- |
| 622  | 656  | 665  | 627  | 622  | 628  | 667  | 670  | 629  |

| 1901 | 1906 | 1911 | 1921 | 1926 | 1931 | 1936 | 1946 | 1954 |
| ---- | ---- | ---- | ---- | ---- | ---- | ---- | ---- | ---- |
| 620  | 594  | 568  | 466  | 446  | 441  | 437  | 490  | 483  |

| 1962 | 1968 | 1975 | 1982 | 1990 | 1999 | 2008 | 2013 | - |
| ---- | ---- | ---- | ---- | ---- | ---- | ---- | ---- | - |
| 439  | 432  | 544  | 617  | 773  | 855  | 890  | 951  | - |

### Pyramide des âges
La population de la commune est relativement jeune. Le taux de personnes d'un âge supérieur à 60 ans (16,9 %) est en effet inférieur au taux national (21,6 %) et au taux départemental (26,3 %).
Contrairement aux répartitions nationale et départementale, la population masculine de la commune est supérieure à la population féminine (51 % contre 48,4 % au niveau national et 48,6 % au niveau départemental).
La répartition de la population de la commune par tranches d'âge est, en 2007, la suivante :
- 51 % d'hommes (0 à 14 ans = 21,4 %, 15 à 29 ans = 15 %, 30 à 44 ans = 22,5 %, 45 à 59 ans = 24,9 %, plus de 60 ans = 16,3 %) ;
- 49 % de femmes (0 à 14 ans = 20,6 %, 15 à 29 ans = 13,8 %, 30 à 44 ans = 23,4 %, 45 à 59 ans = 24,8 %, plus de 60 ans = 17,4 %).

| Hommes | Classe d’âge | Femmes |
| ------ | ------------ | ------ |
| 0,4    | 90 ans ou +  | 0,7    |
| 4,0    | 75 à 89 ans  | 5,0    |
| 11,9   | 60 à 74 ans  | 11,7   |
| 24,9   | 45 à 59 ans  | 24,8   |
| 22,5   | 30 à 44 ans  | 23,4   |
| 15,0   | 15 à 29 ans  | 13,8   |
| 21,4   | 0 à 14 ans   | 20,6   |

| Hommes | Classe d’âge | Femmes |
| ------ | ------------ | ------ |
| 0,6    | 90 ans ou +  | 1,6    |
| 8,3    | 75 à 89 ans  | 11,5   |
| 14,8   | 60 à 74 ans  | 15,7   |
| 21,4   | 45 à 59 ans  | 20,6   |
| 20,3   | 30 à 44 ans  | 19,2   |
| 16,2   | 15 à 29 ans  | 14,7   |
| 18,5   | 0 à 14 ans   | 16,7   |

## Culture locale et patrimoine

### Lieux et monuments

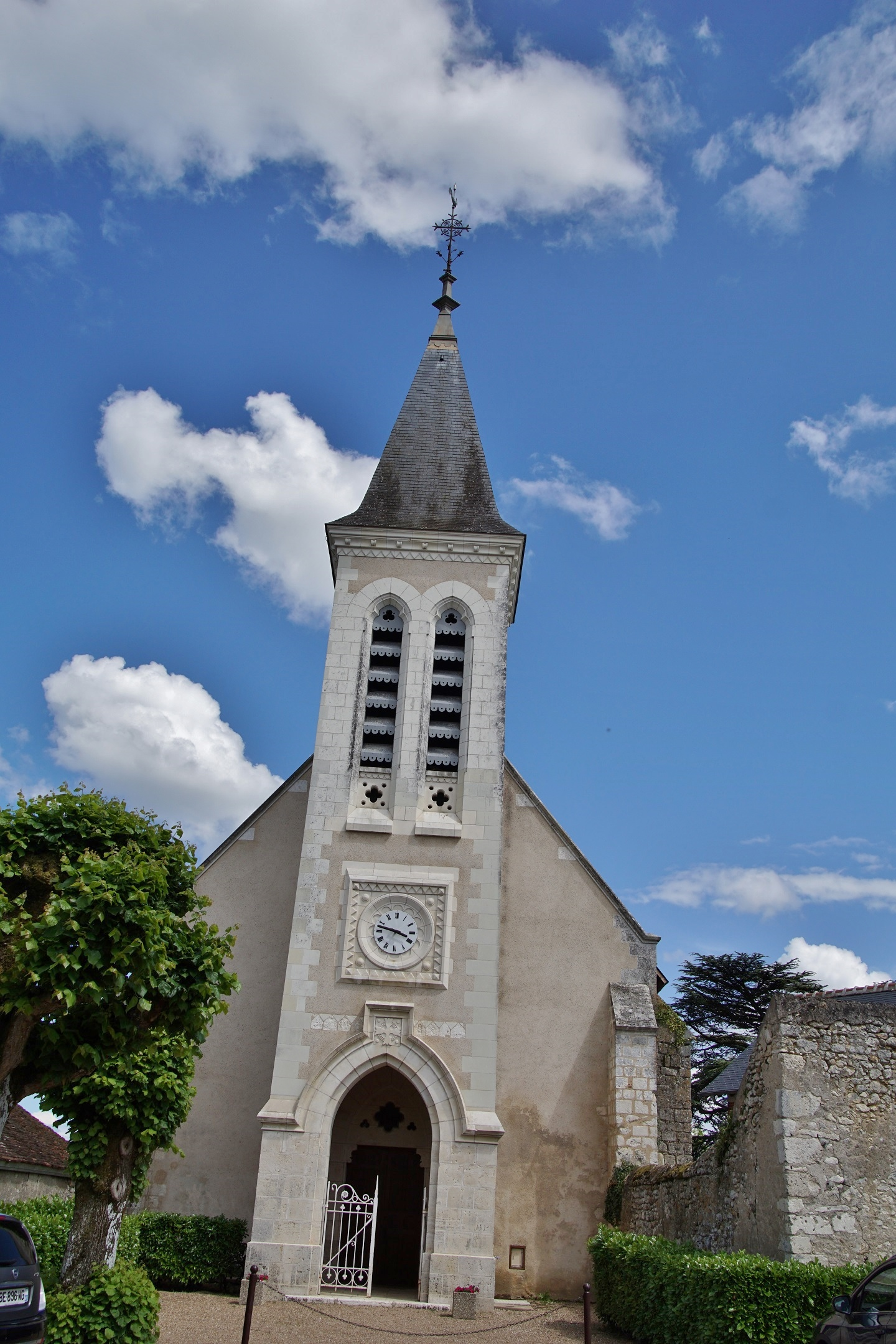
L'église Saint-Barthelémy d'Orchaise.

- Église Saint-Barthélémy d'Orchaise  Inscrite MH ( 1961, Façade occidentale ainsi que le vieux clocher en bois couvert d'ardoises qui la surmonte)[13],[14].
- Fontaine d'Orchaise, exsurgence karstique pénétrable[15],[16].

### Personnalités liées à la commune
- Pierre Tondreau, émigré au Québec.
- Gabriel Hanotaux, historien, député de l'Aisne, ministre des Affaires Etrangères de 1894 à 1898, représentant de la France à la Société des Nations en 1919, membre de l'Académie Française à partir de 1898. Il fut propriétaire du prieuré. Léon et Charlotte Breton, deux des 37 Justes du Loir-et-Cher pour avoir caché un enfant juif durant la Seconde Guerre mondiale, Alain-André Bernstein.

### Voies et lieux-dits
| 43 odonymes recensés à Orchaise au 8 mars 2014              | 43 odonymes recensés à Orchaise au 8 mars 2014 | 43 odonymes recensés à Orchaise au 8 mars 2014 | 43 odonymes recensés à Orchaise au 8 mars 2014 | 43 odonymes recensés à Orchaise au 8 mars 2014 | 43 odonymes recensés à Orchaise au 8 mars 2014 | 43 odonymes recensés à Orchaise au 8 mars 2014 | 43 odonymes recensés à Orchaise au 8 mars 2014 | 43 odonymes recensés à Orchaise au 8 mars 2014 | 43 odonymes recensés à Orchaise au 8 mars 2014 | 43 odonymes recensés à Orchaise au 8 mars 2014 | 43 odonymes recensés à Orchaise au 8 mars 2014 | 43 odonymes recensés à Orchaise au 8 mars 2014 | 43 odonymes recensés à Orchaise au 8 mars 2014 | 43 odonymes recensés à Orchaise au 8 mars 2014 | 43 odonymes recensés à Orchaise au 8 mars 2014 |
| Allée                                                       | Avenue                                         | Bld                                            | Carrefour                                      | Chemin                                         | Clos                                           | Impasse                                        | Montée                                         | Passage                                        | Place                                          | Promenade                                      | Route                                          | Rue                                            | Square                                         | Autres                                         | Total                                          |
| ----------------------------------------------------------- | ---------------------------------------------- | ---------------------------------------------- | ---------------------------------------------- | ---------------------------------------------- | ---------------------------------------------- | ---------------------------------------------- | ---------------------------------------------- | ---------------------------------------------- | ---------------------------------------------- | ---------------------------------------------- | ---------------------------------------------- | ---------------------------------------------- | ---------------------------------------------- | ---------------------------------------------- | ---------------------------------------------- |
| 2                                                           | 0                                              | 0                                              | 0                                              | 7                                              | 1                                              | 0                                              | 0                                              | 0                                              | 1                                              | 0                                              | 1                                              | 16                                             | 0                                              | 15                                             | 43                                             |
| Notes « N »                                                 | Notes « N »                                    | 1. 2. 3. 4. 5. 6.                              | 1. 2. 3. 4. 5. 6.                              | 1. 2. 3. 4. 5. 6.                              | 1. 2. 3. 4. 5. 6.                              | 1. 2. 3. 4. 5. 6.                              | 1. 2. 3. 4. 5. 6.                              | 1. 2. 3. 4. 5. 6.                              | 1. 2. 3. 4. 5. 6.                              | 1. 2. 3. 4. 5. 6.                              | 1. 2. 3. 4. 5. 6.                              | 1. 2. 3. 4. 5. 6.                              | 1. 2. 3. 4. 5. 6.                              | 1. 2. 3. 4. 5. 6.                              | 1. 2. 3. 4. 5. 6.                              |
| Sources : rue-ville.info & perche-gouet.net & OpenStreetMap |                                                |                                                |                                                |                                                |                                                |                                                |                                                |                                                |                                                |                                                |                                                |                                                |                                                |                                                |                                                |

### Héraldique
|  | Les armoiries de Orchaise se blasonnent ainsi : D'argent à la grotte de gueules ouverte d'azur, l'ouverture chargée d'une chaise antique d'or, ladite grotte accompagnée en chef de deux grappes de raisin aussi de gueules, celle de dextre en barre et celle de senestre en bande, le tout enfermé dans une filière de même. |